# Юрино (Ковровский район)
Юрино — деревня в Ковровском районе Владимирской области России, входит в состав Клязьминского сельского поселения.

## География
Деревня расположена на берегу реки Клязьма в 19 км на северо-восток от центра поселения села Клязьминский Городок и в 34 км на северо-восток от райцентра города Ковров близ автодороги 17К-5 Ковров — Мстёра.

## История
В конце XIX — начале XX века деревня входила в состав Санниковской волости Ковровского уезда, с 1926 года — в составе Осиповской волости. В 1859 году в деревне числилось 12 дворов, в 1905 году — 26 дворов, в 1926 году — 28 дворов.
С 1929 года деревня входила в состав Юдихинского сельсовета Ковровского района, с 1935 года — в составе Южского района Ивановской области, с 1954 года — в составе Сельцовского сельсовета, с 1963 года — в составе Ковровского района, с 1972 года — в составе Пантелеевского сельсовета, с 2005 года — в составе Клязьминского сельского поселения.

## Население
| 1859 | 1905 | 1926 | 2002 | 2010 | 2021 |
| ---- | ---- | ---- | ---- | ---- | ---- |
| 134  | ↘68  | ↗150 | ↘99  | ↘82  | ↗85  |